# Великий, Олег Владимирович
Оле́г Влади́мирович Вели́кий (укр. Олег Володимирович Великий; нем. Oleg Velyky; 14 октября 1977, Бровары, Киевская область — 23 января 2010, Киев) — украинский и немецкий гандболист, чемпион мира 2007 года в составе сборной Германии.

## Биография

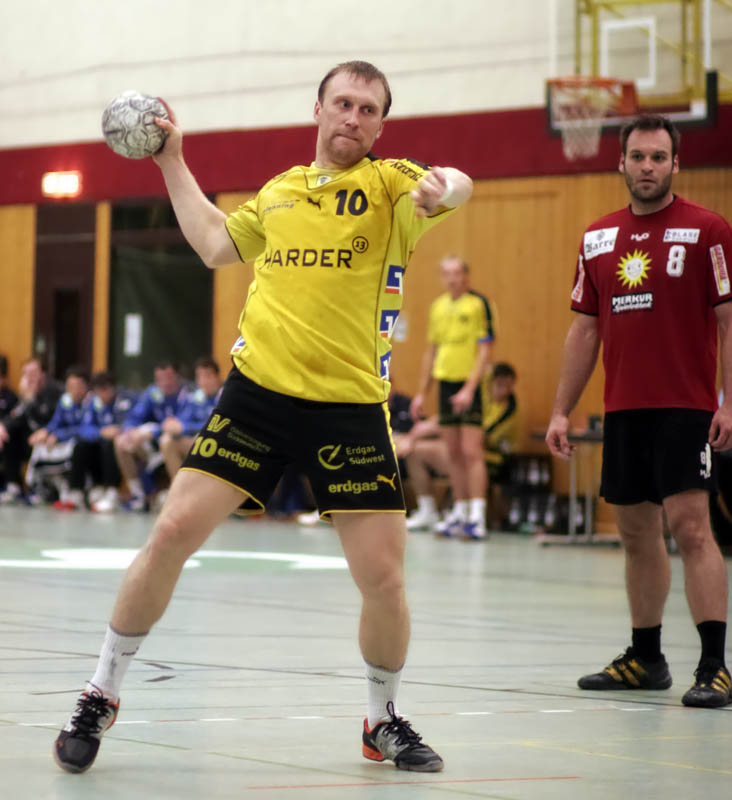
Олег Великий пробивает семиметровый (на заднем плане — Нико Грайнер)

Олег Великий начал заниматься гандболом во втором классе средней школы, его первым тренером была Людмила Михайловна Шкотарева. На родине выступал за киевский СКИФ, броварский «Светотехник-Колос» и запорожский ЗТР. В составе клуба из Запорожья четыре раза становился чемпионом Украины, был одним из лидеров национальной сборной, сыграв за неё 59 матчей.
В 2000 году сборная Украины впервые приняла участие в финальной стадии чемпионата Европы. Команда заняла последнее место, а Великий, забросивший в ворота соперников 46 мячей, стал лучшим бомбардиром турнира.
В 2001 году по приглашению известного в прошлом советского и белорусского гандболиста, а впоследствии тренера Юрия Шевцова Олег Великий перешёл в немецкий ТУСЕМ. В апреле 2004 года Великий стал гражданином Германии, 8 января 2005 года провёл первый матч за свою новую сборную. В том же сезоне Олег Великий выиграл Кубок ЕГФ, однако его ТУСЕМ не смог пройти лицензирование и потерял место в бундеслиге.
С 2005 по 2008 год Олег Великий и Юрий Шевцов были связаны с клубом «Кронау» (ныне — «Райн-Неккар Лёвен»), осенью 2008 года Олег стал игроком «Гамбурга».
За сборную Германии Олег Великий провёл 38 матчей, забил 123 гола. В 2006 году из-за травмы был вынужден пропустить чемпионат Европы. В 2007 году вошёл в заявку сборной на чемпионат мира 2007 года, но вновь серьёзно травмировал руку. Команда Хайнера Бранда выиграла чемпионский титул, и Олег, несмотря на то, что не смог сыграть ни одного матча, тоже был удостоен золотой медали. В 2008 году на очередном первенстве Европы остался в шаге от медали — 4-е место.
О Великом говорили как о гандболисте, способном в одиночку решить судьбу матча. Олег мог одинаково эффективно сыграть как на месте левого полусреднего, так и на позиции разыгрывающего.
В марте 2008 года у Олега Великого обнаружился рецидив рака кожи. Впервые врачи диагностировали эту болезнь в сентябре 2003 года, но тогда после длительного лечения Олег смог вернуться на паркет. В марте 2009 года, почувствовав себя лучше после нового курса химиотерапии, провёл один матч в бундеслиге. Но окончательно победить болезнь не удалось.
Скончался на 33-м году жизни 23 января 2010 года в Киеве. У него остались жена Екатерина и шестилетний сын Никита.
24 января 2010 года перед матчем Евро-2010 между сборными Германии и Франции все собравшиеся почтили память Олега Великого минутой молчания. В мае 2011 года в Броварах прошёл I Международный турнир юношеских команд, посвящённый памяти Олега Великого.

## Достижения
- Чемпион мира (2007).
- Лучший бомбардир чемпионата Европы (2000).
- Чемпион Украины (1998, 1999, 2000, 2001).
- Финалист Кубка Германии (2003, 2006, 2007).
- Обладатель Кубка ЕГФ (2005).